# Осада Сен-Жан-д’Анжели
Осада Сен-Жан-д’Анжели — осада французскими королевскими войсками Людовика XIII гугенотского оплота Сен-Жан-д’Анжели в 1621 году в рамках гугенотских восстаний. Город был занят братом мятежного Анри де Рогана Бенджаменом де Роганом, герцогом де Субиз, а сам Сен-Жан-д’Анжели был стратегическим городом, контролировавшим подход к оплоту гугенотов Ла-Рошель.
Город был захвачен только после 26 дней осады, 24 июня 1621 года.
Затем Людовик XIII послал небольшую армию для блокады Ла-Рошели и продолжил движение на юг, чтобы возглавить осаду Монтобана, в котором он пробыл более 2-х месяцев. После некоторого затишья Людовик XIII возобновил свою кампанию осадой Монпелье, которая завершилась тупиковой ситуацией и привела к миру, который временно подтвердил права гугенотов во Франции.